# Гробница Данте

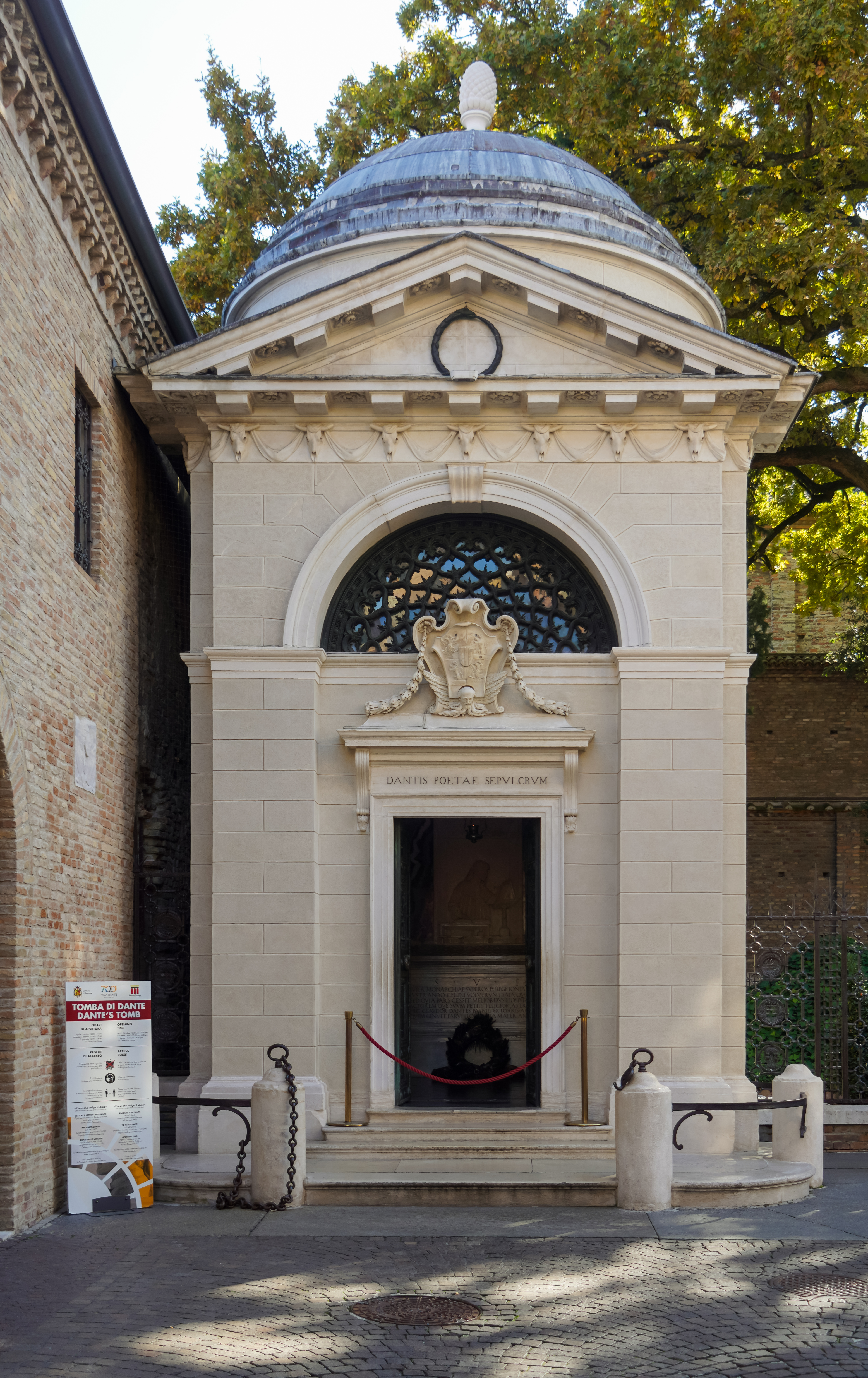
Гробница (мавзолей) Данте

Гробница Данте (итал. Tomba di Dante) — мавзолей Данте Алигьери в городе Равенна (Италия), в непосредственной близости от церкви св. Франциска. Построен в 1780 году по проекту архитектора Камилло Мориджа по заказу легата кардинала Луиджи Валенти-Гонзага.

## История захоронения Данте
Данте, скончавшийся в 1321 году от малярии в Равенне, был похоронен в церкви Сан Франческо. Покровитель поэта Гвидо Новелло да Полента планировал построить ему пышную усыпальницу, но, утратив власть в городе, не осуществил свой проект. В 1483 году для захоронения Данте по заказу городского главы Бернардо Бембо скульптором Пьетро Ломбарди был изготовлен портрет поэта, сохранившийся до настоящего времени.
В 1519 году по просьбе Микеланджело папа Лев X согласился на перенесение праха Данте во Флоренцию, но когда гроб привезли в город, то он оказался пустым. В базилике Санта-Кроче был устроен кенотаф. Позднее выяснилось, что монахи находящегося по соседству францисканского монастыря, не желая расставаться с прахом поэта, выкрали урну с его прахом. Они прокопали небольшой туннель под монастырской стеной и погребли урну на территории монастыря. Они же в 1677 году поместили прах Данте в деревянную раку, на которой тогдашний настоятель (приор) францисканского монастыря Антонио Санти повелел вырезать латинскую эпитафию. 
В 1780 г. папский легат Валенти-Гонзага распорядился убрать пустой саркофаг и фриз, а на старом месте воздвигнуть мавзолей (который стоит поныне) в классическом стиле. Когда после 1810 года в результате проводившейся Наполеоном секуляризации монастырь был распущен, францисканцы спрятали деревянную раку в клуатре монастыря. Рака с прахом Данте была обнаружена в 1865 году во время монастырского ремонта. Рака была опознана по эпитафии Антонио Санти. Останки были перенесены в мавзолей и помещены в саркофаг. Урна с прахом Данте во время Второй мировой войны изымалась, поскольку Равенна подвергалась бомбардировкам. Место, где францисканцы прятали прах, в настоящее время отмечено мемориальной доской.

## Убранство гробницы

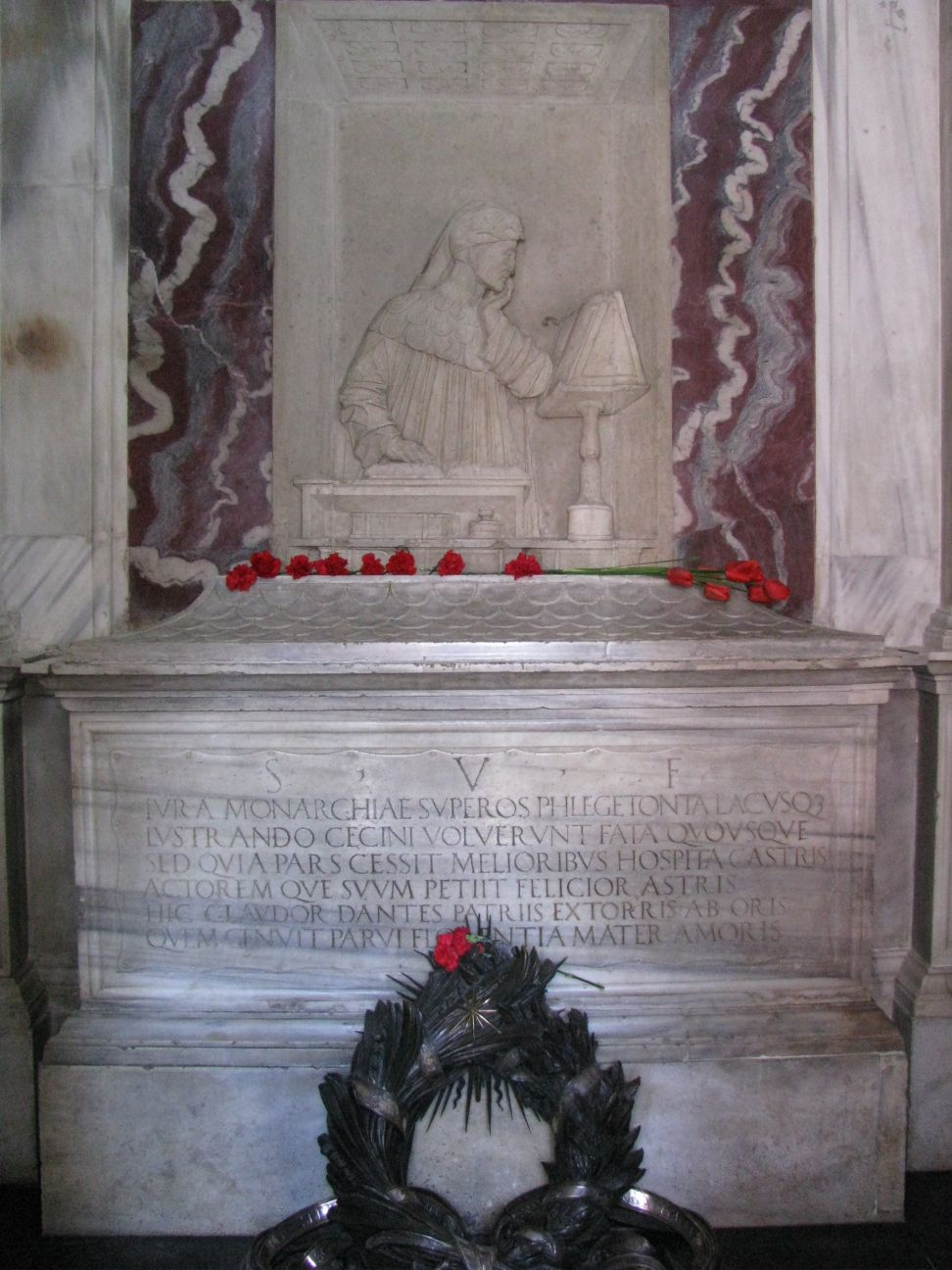
Барельеф и саркофаг Данте

Внутри гробницы находится саркофаг с урной, изготовленной в 1483 году по указанию Бернардо Бембо. Саркофаг украшен латинской эпитафией, написанной в 1327 году Бернардо Каначчо
Государевы права, небеса, воды Флегетонта, я воспевал, идя своей земной юдолью. Теперь душа моя ушла в лучший мир и блаженствует, созерцая среди светил своего Создателя, здесь покоюсь я, Данте, изгнанный из отечества, родной Флоренции, мало любящей матери.
Над саркофагом помещён барельеф с портретом задумчивого Данте перед подставкой для книг (перенесён с его захоронения в церкви Сан Франческо). Выше находится позолоченный крест, установленный в 1965 году к 700-летию Данте по поручению папы Павла VI. На полу в центре мавзолея находится бронзовый венок, возложенный на гробницу в 1921 году от итальянской армии. С потолка свисает лампада, которую заправляют маслом из Флоренции, привозимым в Равенну ежегодно в сентябре, когда в городе проходит «Дантов месяц».

## Музей Данте
Лишь по ночам, склонясь к долинам, 

Ведя векам грядущим счет, 

Тень Данте с профилем орлиным

О Новой Жизни мне поет.
Слева от мавзолея расположена лестница, ведущая в Музей Данте (итал. Museo Dantesco), открытый в 1921 году. В этот же год в дар от итальянских городов музею был преподнесён мемориальный колокол, установленный перед его входом. В музее хранятся макеты памятников поэту, бюсты, рельефы, картины, медальоны, мемориальные венки, грамоты. В музее находится деревянная рака, созданная в 1677 году для останков Данте францисканцем Антонио Санти и стеклянный короб, в котором лежали его кости при освидетельствовании скелета поэта в 1865 году.